# Maxillariella
Maxillariella är ett släkte av orkidéer. Maxillariella ingår i familjen orkidéer.

## Bildgalleri

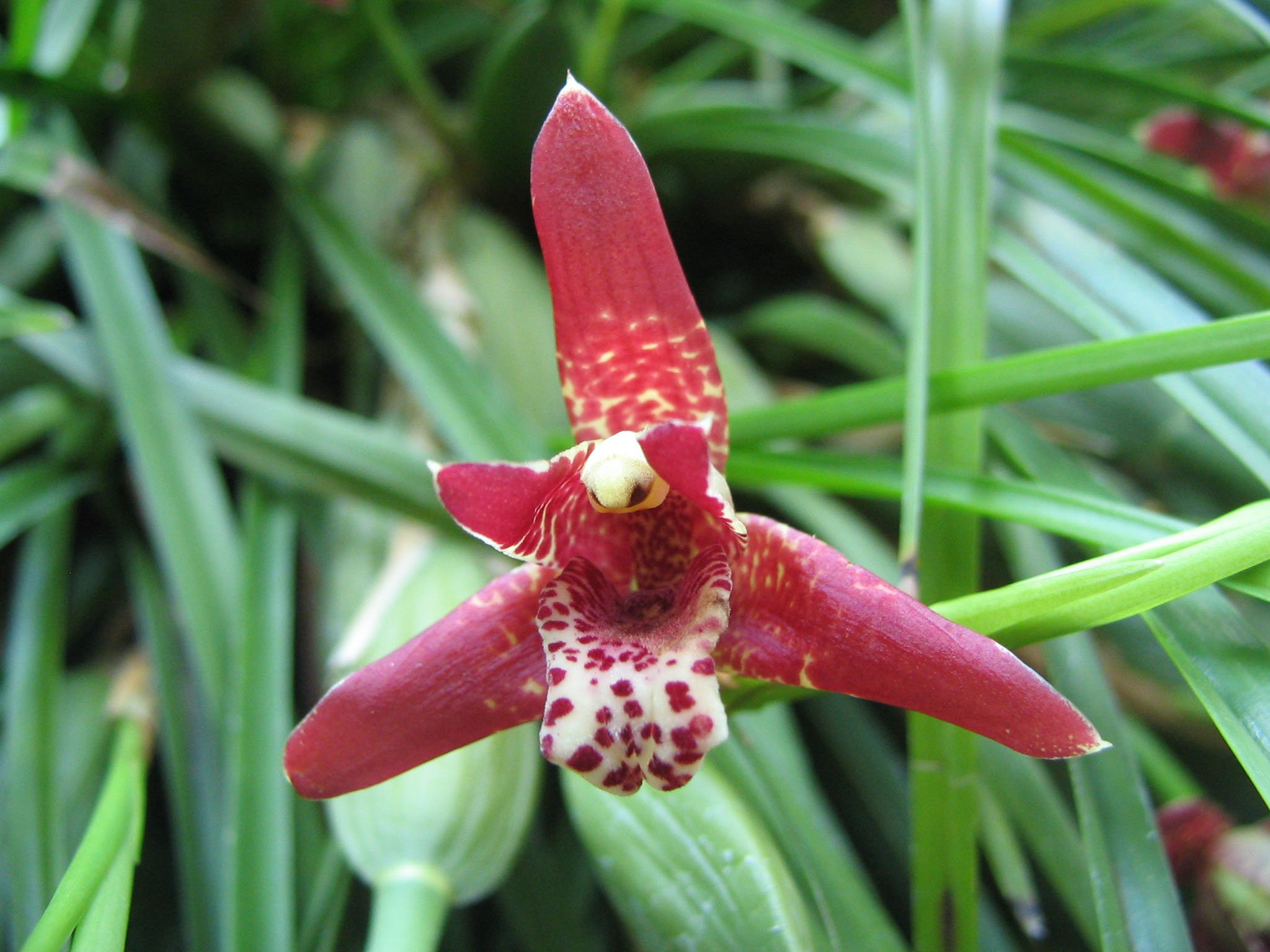
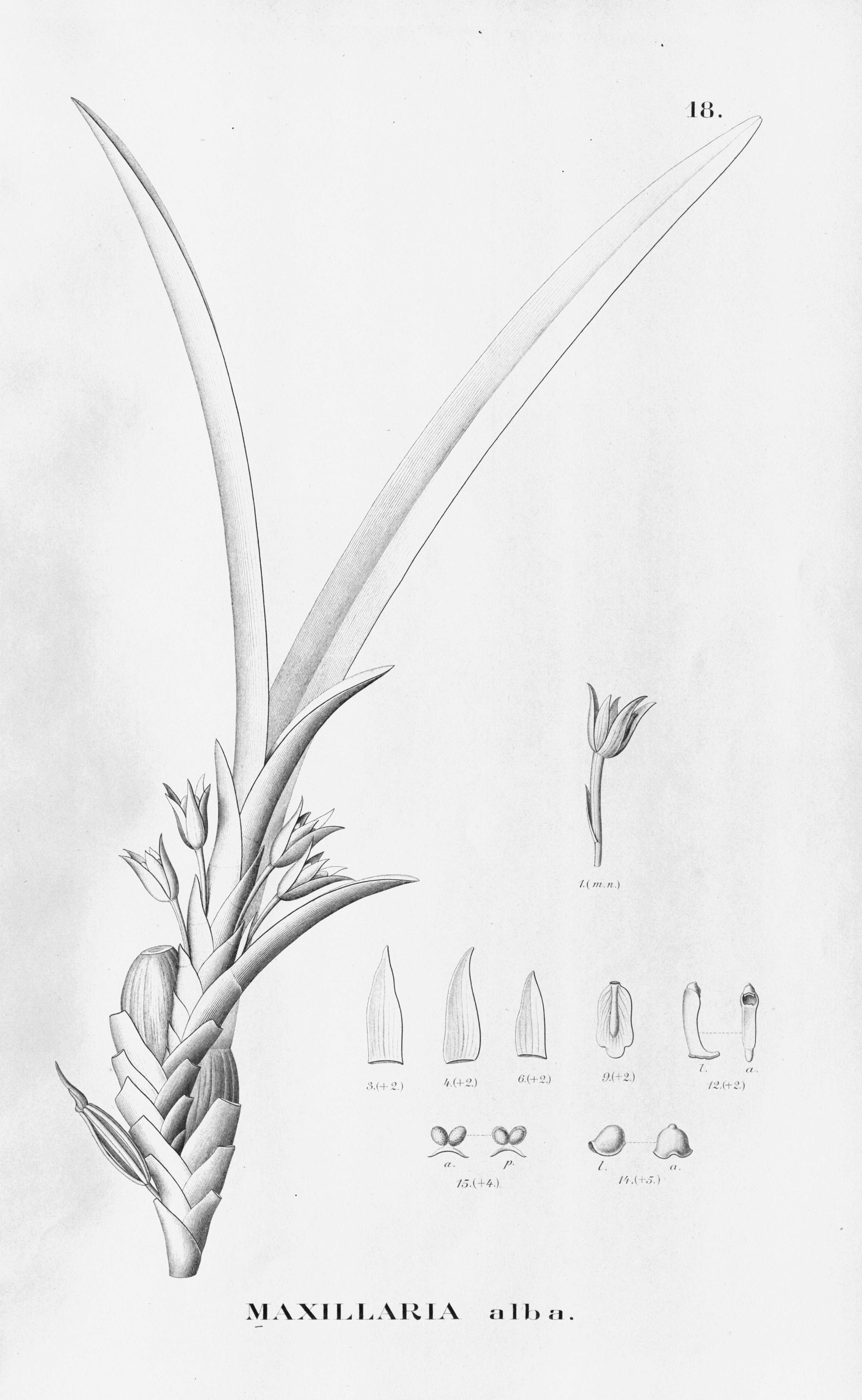
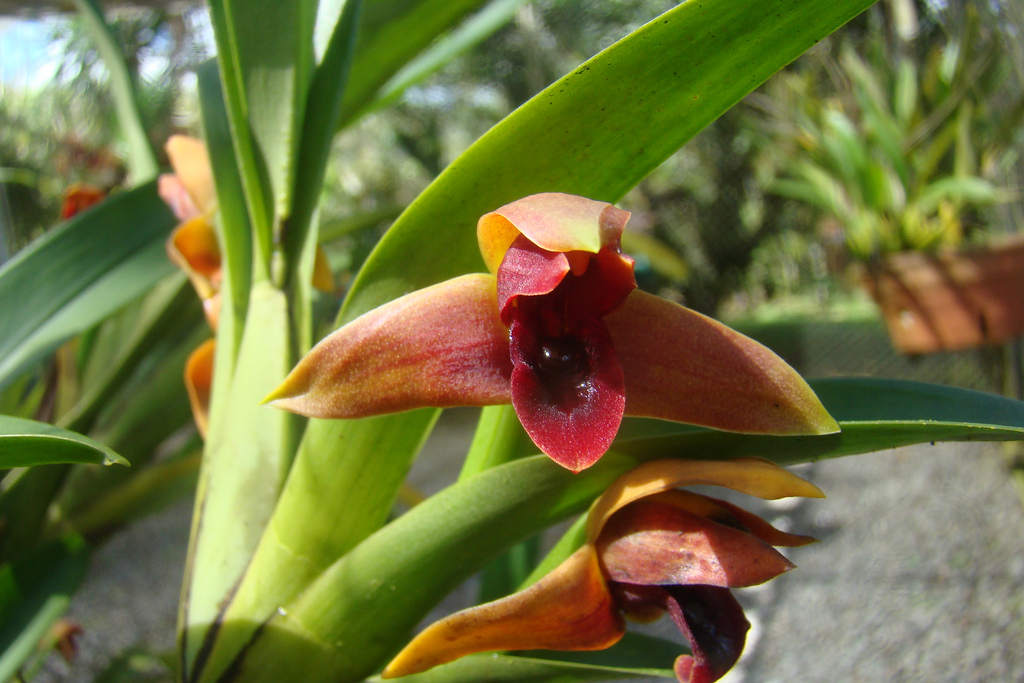
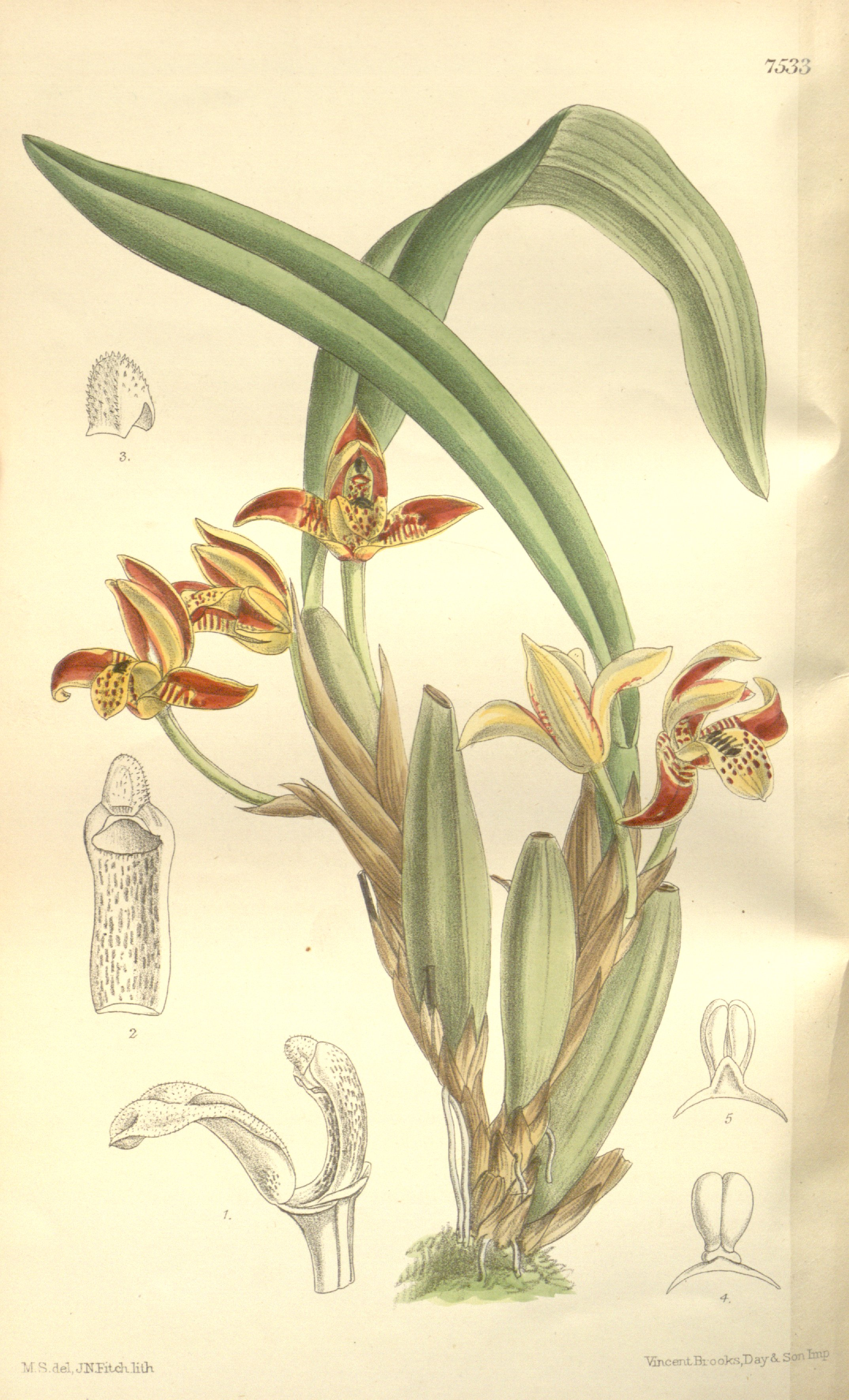
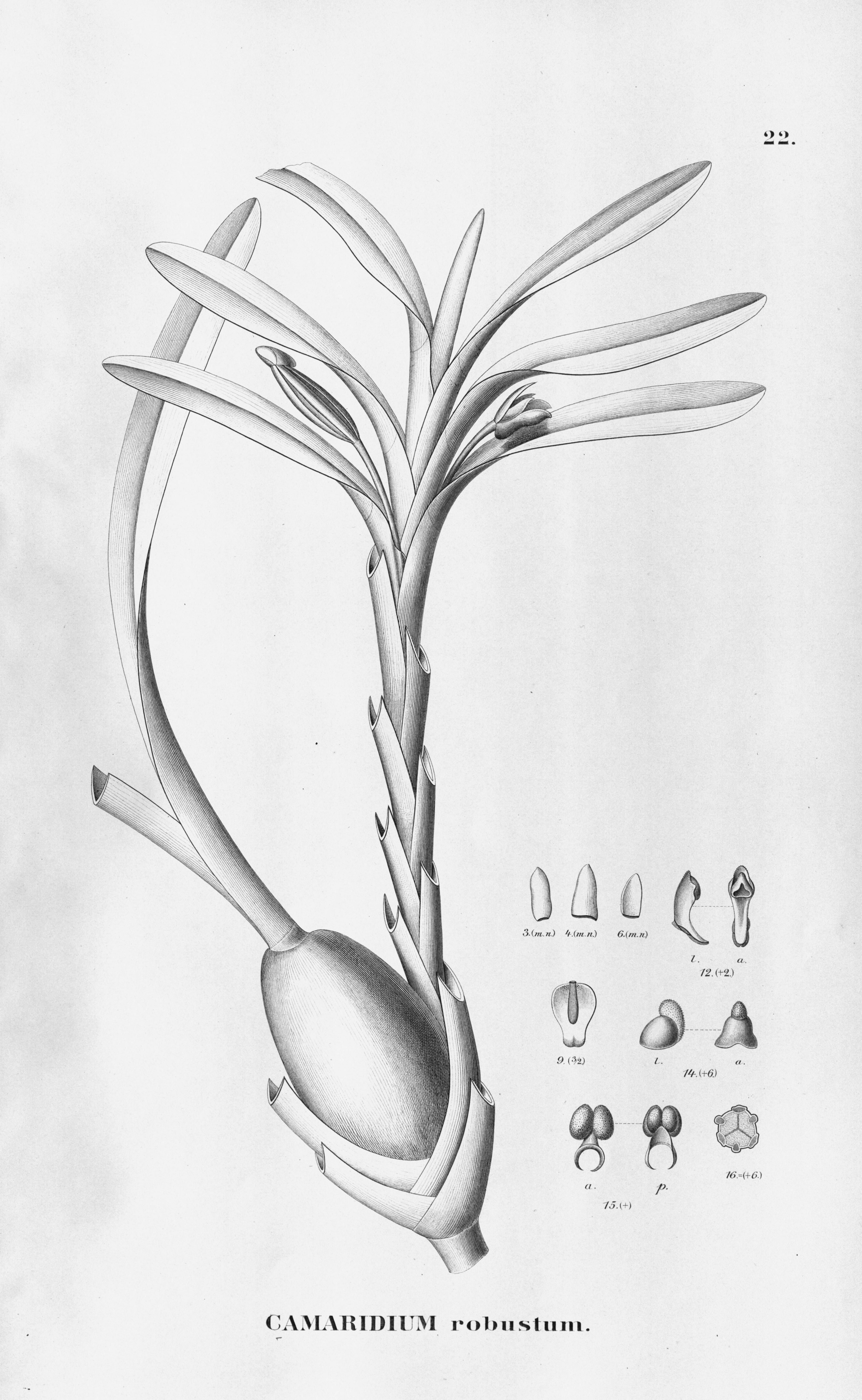
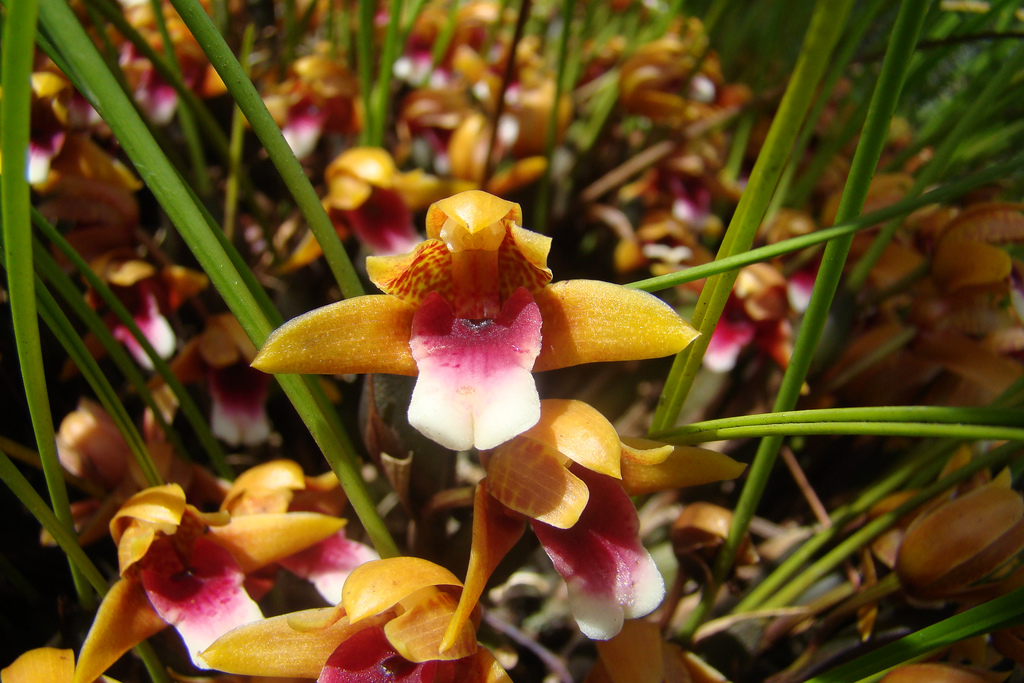

## Dottertaxa tillMaxillariella, i alfabetisk ordning[1]
- Maxillariella acervata
- Maxillariella alba
- Maxillariella anceps
- Maxillariella appendiculoides
- Maxillariella arbuscula
- Maxillariella brevifolia
- Maxillariella caespitifica
- Maxillariella cassapensis
- Maxillariella caucana
- Maxillariella cobanensis
- Maxillariella costaricensis
- Maxillariella densifolia
- Maxillariella diuturna
- Maxillariella elatior
- Maxillariella estradae
- Maxillariella funicaulis
- Maxillariella graminifolia
- Maxillariella guareimensis
- Maxillariella houtteana
- Maxillariella infausta
- Maxillariella lawrenceana
- Maxillariella linearifolia
- Maxillariella longibracteata
- Maxillariella mexicana
- Maxillariella microdendron
- Maxillariella nitidula
- Maxillariella oreocharis
- Maxillariella pardalina
- Maxillariella pastensis
- Maxillariella ponerantha
- Maxillariella procurrens
- Maxillariella prolifera
- Maxillariella purpurata
- Maxillariella robusta
- Maxillariella sanguinea
- Maxillariella spilotantha
- Maxillariella stenophylla
- Maxillariella stictantha
- Maxillariella tenuifolia
- Maxillariella tuerckheimii
- Maxillariella variabilis
- Maxillariella vinosa
- Maxillariella vulcanica
- Maxillariella xanthorhoda
- Maxillariella yucatanensis